# Lijst van voetbalinterlands Cuba - Kaaimaneilanden
Deze lijst van voetbalinterlands is een overzicht van alle officiële voetbalwedstrijden tussen de nationale teams van Cuba en de Kaaimaneilanden. De landen speelden tot op heden dertien keer tegen elkaar. De eerste ontmoeting, de troostfinale van de Caribbean Cup 1995, werd gespeeld in George Town op 30 juli 1995. Het laatste duel, een kwalificatiewedstrijd voor het Wereldkampioenschap voetbal 2026, vond plaats op 11 juni 2024 in Santiago de Cuba.

## Wedstrijden
| №  | Plaats           | Datum            | Competitie                          | Wedstrijd          | Uitslag |
| -- | ---------------- | ---------------- | ----------------------------------- | ------------------ | ------- |
| 1  | George Town      | 30 juli 1995     | Caribbean Cup 1995                  | Kaaimaneil. – Cuba | 0 – 3   |
| 2  | George Town      | 26 april 1996    | Caribbean Cup 1996 kwalificatie     | Kaaimaneil. – Cuba | 0 – 4   |
| 3  | George Town      | 12 mei 1996      | WK 1998 kwalificatie                | Kaaimaneil. – Cuba | 0 – 1   |
| 4  | George Town      | 14 mei 1996      | WK 1998 kwalificatie                | Cuba – Kaaimaneil. | 5 – 0   |
| 5  | George Town      | 6 mei 1998       | Caribbean Cup 1998 kwalificatie     | Kaaimaneil. – Cuba | 2 – 2   |
| 6  | Hamilton         | 5 mei 1999       | Caribbean Cup 1999 kwalificatie     | Kaaimaneil. – Cuba | 1 – 4   |
| 7  | Havana           | 5 maart 2000     | WK 2002 kwalificatie                | Cuba – Kaaimaneil. | 4 – 0   |
| 8  | George Town      | 19 maart 2000    | WK 2002 kwalificatie                | Kaaimaneil. – Cuba | 0 – 0   |
| 9  | George Town      | 27 november 2002 | CONCACAF Gold Cup 2003 kwalificatie | Kaaimaneil. – Cuba | 0 – 5   |
| 10 | George Town      | 22 februari 2004 | WK 2006 kwalificatie                | Kaaimaneil. – Cuba | 1 – 2   |
| 11 | Havana           | 27 maart 2004    | WK 2006 kwalificatie                | Cuba – Kaaimaneil. | 3 – 0   |
| 12 | Havana           | 6 september 2006 | Caribbean Cup 2007 kwalificatie     | Cuba – Kaaimaneil. | 7 – 0   |
| 13 | Santiago de Cuba | 11 juni 2024     | WK 2026 kwalificatie                | Cuba − Kaaimaneil. | 3 − 0   |

## Samenvatting
| Competitie                     | Totaal gespeeld | Winst Cuba | Gelijk | Winst Kaaimaneil. | Doelsaldo Cuba – Kaaimaneil. |
| ------------------------------ | --------------- | ---------- | ------ | ----------------- | ---------------------------- |
| WK-kwalificatie                | 7               | 6          | 1      | 0                 | 18 − 1                       |
| CONCACAF Gold Cup-kwalificatie | 1               | 1          | 0      | 0                 | 5 − 0                        |
| Caribbean Cup                  | 1               | 1          | 0      | 0                 | 3 − 0                        |
| Caribbean Cup-kwalificatie     | 4               | 3          | 1      | 0                 | 17 − 3                       |
| Totaal                         | 13              | 11         | 2      | 0                 | 43 − 4                       |

Wedstrijden bepaald door strafschoppen worden, in lijn met de FIFA, als een gelijkspel gerekend.
AFC · A-internationals · Bondscoaches · Cubaans vrouwenelftal · Cuba U21 · Cuba U20 · Cuba U19 · Cuba U18 · Cuba U17
1920 – 1949 ·
1950 – 1969 ·
1970 – 1979 ·
1980 – 1989 ·
1990 – 1999 ·
2000 – 2009 ·
2010 – 2019 ·
2020 − 2029
WK 1938
OS 1976 ·
OS 1980
Albanië ·
Algerije ·
Angola ·
Antigua en Barbuda ·
Aruba ·
Bahama's ·
Barbados ·
Belize ·
Bermuda ·
Bolivia ·
Britse Maagdeneilanden ·
Bulgarije ·
Canada ·
Chili ·
China ·
Colombia ·
Costa Rica ·
Curaçao ·
DDR ·
Dominica ·
Dominicaanse Republiek ·
Ecuador ·
El Salvador ·
Ghana ·
Grenada ·
Guatemala ·
Guyana ·
Haïti ·
Honduras ·
Indonesië ·
Jamaica ·
Kaaimaneilanden ·
Kameroen ·
Mexico ·
Nicaragua ·
Nederlandse Antillen ·
Panama ·
Puerto Rico ·
Roemenië ·
Saint Kitts en Nevis ·
Saint Lucia ·
Saint Vincent en de Grenadines ·
Suriname ·
Trinidad en Tobago ·
Turks en Caicoseilanden ·
Uruguay ·
Venezuela ·
Verenigde Staten ·
Zuid-Korea ·
Zweden
CIFA · A-internationals · Olympisch elftal · Kaaimaneilands vrouwenelftal
Amerikaanse Maagdeneilanden ·
Anguilla ·
Antigua en Barbuda ·
Aruba ·
Bahama's ·
Barbados ·
Belize ·
Bermuda ·
Britse Maagdeneilanden ·
Canada ·
Cuba ·
Dominicaanse Republiek ·
El Salvador · 
Grenada ·
Guyana ·
Haïti ·
Jamaica ·
Moldavië ·
Montserrat ·
Nederlandse Antillen ·
Nicaragua ·
Puerto Rico ·
Saint Kitts en Nevis ·
Saint Lucia ·
Saint Vincent en de Grenadines ·
Suriname ·
Trinidad en Tobago ·
Turks- en Caicoseilanden ·
Verenigde Staten